# Robert Weinberg
Robert Weinberg (Pittsburgh, EUA 1942) és un oncòleg estatunidenc.

## Biografia
Nascut a Pittsburgh el 1942, es doctorà el 1969 en medicina i, actualment, és considerat un dels pioners en la comprensió genètica del càncer i un dels especialistes en l'estudi dels gens supressors dels tumors. Fou el primer que aïllà un gen cancerigen, l'oncogen del ras, i el primer gen supressor de tumors, el gen del retinoblastoma "rb".
És membre fundador de l'Institut de Whitehead per la investigació biomèdica i professor de Biologia a l'Institut Tecnològic de Massachusetts (MIT).
L'any 2004 fou guardonat amb el Premi Príncep d'Astúries d'Investigació Científica i Tècnica, juntament amb Judah Folkman, Tony Hunter, Joan Massagué Solé i Bert Vogelstein, pels seus estudis pioners en la identificació dels oncògens humans, realitzant aportacions al coneixement dels processos d'envelliment cel·lular i la seva relació amb el càncer, així com dels gens supressors de tumors.